# Нина Ковачева
Нина Ковачева (Nina Kovacheva) е съвременна българска художничка. Работи предимно в областта на видеоарта.

## Биография
Родена е през 1960 г. в София. Завършва ВИИИ „Николай Павлович“ в София (1985).
Заедно с Валентин Стефанов осъществява много от проектите си като част от артгрупата „ninavale“.
За видео инсталацията „In the Out“ (съвместно с Валентин Стефанов), показана на 4-тото Биенале в Цетине – 2002, получава годишната награда за изкуство на ЮНЕСКО.
Живее и работи в Париж.

## Изложби
- 2018 – „Intriguing Uncertainties“, Parkview Museum, Сингапур, Южна Корея
- 2018 – „Изкушенията на ninavale“, САМСИ, София (самостоятелна ninavale)
- 2018 – „0 за Черно 1 за Бяло“, Софийска градска художествена галерия, София (самостоятелна ninavale)
- 2017 – „Aging Pride“, Belvedere Museum, Виена, Австрия
- 2017 – „Distinction“, Guo Zhong Art Museum, Пекин, Китай
- 2017 – „Изкушенията на ninavale“, Национална галерия на Македония, Скопие, Македония (самостоятелна ninavale)
- 2017 – „Форми на съвместно съществуване“, Галерия Структура, София
- 2016 – „Gold and Niles“, Galerie Heike Curtze, Виена, Австрия (самостоятелна)
- 2016 – „Intrigantes Incertitudes“, Musée d'Art Moderne et Contemporain de St. Étienne, Франция[2]
- 2015 – „The Marriage of Heaven and Hell“, MAMC, Musee d'Art Modern et Contemporain, Сент Етиен, Франция (самостоятелна)[3]
- 2012 – „Изкуство за Промените“, СГХГ, София / The Naked Man, Lentos Kunstmuseum, Линц, Австрия
- 2012 – „Защо Дюшам – от обекта към музея и обратно“, САМСИ, София
- 2012 – „The Crying Game“, Galerie Heike Curtze, Виена, Австрия (самостоятелна)
- 2011 – „Drawing in the Age of Fragility“, Cabinet de Dessin, Solaris – Fondatione delle Arti, Парма, Италия
- 2010 – „Close Encounter“, Jeju Museum of Art, Южна Корея
- 2010 – „Involvement“, Galerie Heike Curtze, Берлин, Германия
- 2010 – „Central Europe Re-visited Nr.3“, Esterhazy Foundation, Австрия
- 2010 – „Surplus Enjoyment“, Museum of Contemporary Art Taipei, Тайпе, Тайван, 2010 (самостоятелна)
- 2008 – „Au-delà de ce qui est visible“, MNAC National Museum of Contemorary Art, Букурещ, Румъния, 2008 (самостоятелна ninavale)
- 2008 – „Micro-narratives“, Musée d’Art Modern et Contemporin St. Etienne, Франция, 2008
- 2008 – „European Attitude“, Zendai Museum for Modern Art, Шанхай, Китай
- 2007 – „Portraits, Wet Contact, Face“, ZONE: Chelsea Center for the Arts, Ню Йорк, САЩ
- 2007 – „Micro-narratives“, October Salon, The Museum of Modern Art, Белград, Сърбия
- 2007 – „ASIA – EUROPE Mediations“, National Museum, Познан, Полша
- 2006 – „Фази на Натрупване и Отнемане в Ограничено Пространство“, Musée d’Art Modern et Contemporain, Страсбург, Франция
- 2005 – „Фази на Натрупване и Отнемане в Ограничено Пространство“, НХГ, София 2005 (самостоятелна ninavale)
- 2004 – „Cosmopolis“, Macedonian Museum of Contemporary Art, Солун, Гърция

## Bibliography
- Martine Dancer-Mourès, FAGE editions, 2015. NINA Kovacheva The Marriage of Heaven and Hell ISBN 978-2-84975-399-6
- Surplus Enjoyment, 2015. ISBN 978-954-92416-5-5
- The Crying Game, 2012
- Aging Pride ISBN 978-3-903114-46-3
- LENTOS Kunstmuseum Linz, Ludwig Museum - Museum of Contemporary Art Budapest The Naked Man, 2012 ISBN 978-3-86984-357-5
- Intrigantes Incertitudes ISBN 978-2-84975-408-5
- Micro-narratives ISBN 978-88-6130-824-4
- Family Matters ISBN 978-3-200-06512-3
- Gott hat kein no museums has got religion in Art in Early 21st Century ISBN 978-3-506-78241-0
- Arte in centro Europa, p. 132, Biblioteca d'arte contemporanea Silvana Editoriale
- Art China, Vol 2, p. 63 ISBN 978-7-80672-531-3